# Geolycosa pikei
Geolycosa pikei är en spindelart som först beskrevs av Marx 1881.  Geolycosa pikei ingår i släktet Geolycosa och familjen vargspindlar. Inga underarter finns listade i Catalogue of Life.